# Неопентан
Неопентан (2,2-диметилпропан) — химическое органическое соединение. Химическая формула {\displaystyle {\mathsf {C(CH_{3})_{4}}}}. 
Сжижается при температуре ниже 9,5 °C или при высоком давлении.
Является одним из трёх структурных изомеров, имеющих молекулярную формулу C5H12 (пентанов); два других — н-пентан и изопентан.

## Свойства

### Физические свойства
Температура кипения неопентана ниже, чем у изопентана (27,7 °C) и н-пентана (36 °C). Имеет значительно более высокую температуру плавления по сравнению с изопентаном (−16,6 °C против −159,9 °C у изопентана) и н-пентаном (−129,8 °C).

Энтропия плавления неопентана почти в 4 раза ниже чем у н-пентана и изопентана.

## Получение
Может быть получен с помощью реакции Вюрца посредством взаимодействия 2,2-дихлорпропана с метиллитием, диметилцинком (способ М. Д. Львова, при помощи которого неопентан был открыт в 1870) или метилом иодида магния.

## Нахождение и применение
Содержится в малых количествах в нефти. Применяется как компонент высококачественного топлива.